# Geelkeelboomtimalia
De geelkeelboomtimalia (Sterrhoptilus capitalis) is een zangvogel uit de familie Zosteropidae (brilvogels).

## Ondersoorten
De geelkeelboomtimalia komt voor in het zuiden van de Filipijnen en telt drie ondersoorten:
- S. c. capitalis: Dinagat.
- S. c. euroaustralis: Mindanao, behalve het Zamboanga-schiereiland.
- S. c. isabelae: Basilan en het Zamboanga-schiereiland op Mindanao.

## Status
De grootte van de populatie is niet gekwantificeerd maar de soort wordt omschreven als schaars. Op de Rode lijst van de IUCN heeft deze soort de status niet bedreigd.